# AC Milán 2014/2015
Tento článek se podrobně zabývá událostmi ve fotbalovém klubu AC Milán v sezoně 2014/15 a jeho působení v nejvyšší lize a domácího poháru. AC Milán Evropské poháry nehrál.

## Realizační tým
| Post                                   | Jméno                                          |
| -------------------------------------- | ---------------------------------------------- |
| Hlavní trenér                          | Filippo Inzaghi                                |
| Asistent trenéra                       | Mauro Tassotti                                 |
| Trenér brankářů                        | Alfredo Magni                                  |
| Techničtí spolupracovníci              | Andrea Maldera, Nicola Matteucci, Giovanni Vio |
| Sportovní trenér                       | Daniele Tognaccini, Bruno Dominici             |
| Klubové vedení                         |                                                |
| Prezident klubu                        | Silvio Berlusconi                              |
| Zástupce prezidenta rezident klubu     | Paolo Berlusconi                               |
| Generální ředitel                      | Barbara Berlusconi+ Adriano Galliani           |
| Výkonný ředitel a sportovní organizace | Umberto Gandini                                |
| Sportovní ředitel                      | Rocco Maiorino                                 |
| Vedoucí klubu                          | Vittorio Mentana                               |

## Soupiska
Aktuální k datu 30. června 2015.
| Číslo | Pozice | Nár.       | Hráč                    | Datum narození a věk        | Od roku | Předchozí angažmá | Poznámka                                       |
| ----- | ------ | ---------- | ----------------------- | --------------------------- | ------- | ----------------- | ---------------------------------------------- |
| 1     | B      | Itálie     | Michael Agazzi          | 3. července 1984 (40 let)   | 2014    | Chievo            |                                                |
| 2     | O      | Itálie     | Mattia De Sciglio       | 20. října 1992 (32 let)     | 2011    | Juniorka          |                                                |
| 4     | Z      | Ghana      | Sulley Muntari          | 27. srpna 1984 (40 let)     | 2012    | Inter             |                                                |
| 5     | O      | Francie    | Philippe Mexès          | 30. března 1982 (42 let)    | 2011    | AS Řím            |                                                |
| 7     | Ú      | Francie    | Jérémy Ménez            | 7. května 1987 (37 let)     | 2014    | PSG               |                                                |
| 8     | Z      | Itálie     | Riccardo Saponara       | 21. prosince 1991 (33 let)  | 2013    | Empoli            | v lednu odešel na hostování do Empoli FC       |
| 8     | Ú      | Španělsko  | Suso                    | 19. listopadu 1993 (31 let) | 2015    | Liverpool         | přišel v lednu                                 |
| 9     | Ú      | Španělsko  | Fernando Torres         | 20. března 1984 (40 let)    | 2014    | Chelsea           | v lednu odešel na hostování do Atlético Madrid |
| 9     | Ú      | Itálie     | Mattia Destro           | 20. března 1991 (33 let)    | 2015    | AS Řím            | přišel v lednu                                 |
| 10    | Z      | Japonsko   | Keisuke Honda           | 13. června 1986 (38 let)    | 2014    | CSKA Moskva       |                                                |
| 11    | Ú      | Itálie     | Giampaolo Pazzini       | 2. srpna 1984 (40 let)      | 2012    | Inter             |                                                |
| 13    | O      | Francie    | Adil Rami               | 27. prosince 1985 (39 let)  | 2014    | Valencia          |                                                |
| 14    | O      | Itálie     | Michelangelo Albertazzi | 7. ledna 1991 (34 let)      | 2014    | Hellas            |                                                |
| 15    | Z      | Ghana      | Michael Essien          | 3. prosince 1982 (42 let)   | 2014    | Chelsea           |                                                |
| 16    | Z      | Itálie     | Andrea Poli             | 29. září 1989 (35 let)      | 2013    | Sampdoria         |                                                |
| 17    | O      | Kolumbie   | Cristián Zapata         | 30. září 1986 (38 let)      | 2012    | Villarreal        |                                                |
| 18    | Z      | Itálie     | Riccardo Montolivo      | 18. ledna 1985 (40 let)     | 2012    | Fiorentina        |                                                |
| 19    | Ú      | Senegal    | M'Baye Niang            | 19. prosince 1994 (30 let)  | 2012    | Caen              | v lednu odešel na hostování do Janov CFC       |
| 19    | O      | Itálie     | Salvatore Bocchetti     | 30. listopadu 1986 (38 let) | 2015    | Spartak           | přišel v lednu                                 |
| 20    | O      | Itálie     | Ignazio Abate           | 12. listopadu 1986 (38 let) | 2009    | Turín             |                                                |
| 21    | Z      | Nizozemsko | Marco van Ginkel        | 1. prosince 1992 (32 let)   | 2014    | Chelsea           |                                                |
| 22    | Ú      | Itálie     | Alessio Cerci           | 23. července 1987 (37 let)  | 2015    | Atlético Madrid   | přišel v lednu                                 |
| 23    | B      | Španělsko  | Diego López             | 3. listopadu 1981 (43 let)  | 2014    | Real Madrid       |                                                |
| 25    | O      | Itálie     | Daniele Bonera          | 31. května 1981 (43 let)    | 2006    | Parma             |                                                |
| 27    | O      | Kolumbie   | Pablo Armero            | 2. listopadu 1986 (38 let)  | 2014    | Udinese           | v dubnu skončil hostování                      |
| 28    | Z      | Itálie     | Giacomo Bonaventura     | 22. srpna 1989 (35 let)     | 2014    | Atalanta          |                                                |
| 29    | O      | Itálie     | Gabriel Paletta         | 15. února 1986 (39 let)     | 2015    | Parma             | přišel v lednu                                 |
| 31    | O      | Itálie     | Luca Antonelli          | 11. února 1987 (38 let)     | 2015    | Janov             | přišel v lednu                                 |
| 32    | B      | Itálie     | Christian Abbiati       | 8. července 1977 (47 let)   | 1998    | Monza             |                                                |
| 33    | O      | Brazílie   | Alex                    | 17. června 1982 (42 let)    | 2014    | PSG               |                                                |
| 34    | Z      | Nizozemsko | Nigel de Jong           | 30. listopadu 1984 (40 let) | 2012    | Manchester City   |                                                |
| 35    | Ú      | Itálie     | Davide Di Molfetta      | 23. června 1996 (28 let)    | 2014    | Juniorka          |                                                |
| 36    | Z      | Itálie     | Alessandro Mastalli     | 7. února 1996 (29 let)      | 2014    | Juniorka          |                                                |
| 37    | O      | Itálie     | Gian Filippo Felicioli  | 30. září 1997 (27 let)      | 2014    | Juniorka          |                                                |
| 81    | O      | Itálie     | Cristian Zaccardo       | 21. prosince 1981 (43 let)  | 2013    | Parma             |                                                |
| 92    | Ú      | Itálie     | Stephan El Shaarawy     | 27. října 1992 (32 let)     | 2011    | Janov             |                                                |
| 96    | O      | Itálie     | Davide Calabria         | 6. prosince 1996 (28 let)   | 2014    | Juniorka          |                                                |
| 98    | Ú      | Maroko     | Hachim Mastour          | 14. června 1998 (26 let)    | 2012    | Reggiana          |                                                |

### Změny v kádru v letním přestupovém období 2014[8]
| Přišli do týmu | Přišli do týmu | Přišli do týmu          | Přišli do týmu | Přišli do týmu         | Přišli do týmu     | Přišli do týmu | Odešli z týmu | Odešli z týmu | Odešli z týmu      | Odešli z týmu | Odešli z týmu          | Odešli z týmu    | Odešli z týmu |
| Pozice         | Nár.           | Hráč                    | Věk            | Odkud přišel           | Typ                | Cena           | Pozice        | Nár.          | Hráč               | Věk           | Kam odešel             | Typ              | Cena          |
| B              | Itálie         | Michael Agazzi          | 29             | Hellas Verona FC       | přestup            | zadarmo        | B             | Brazílie      | Gabriel            | 21            | Carpi FC 1909          | hostování        | ?             |
| B              | Španělsko      | Diego López             | 32             | Real Madrid            | přestup            | zadarmo        | B             | Itálie        | Marco Amelia       | 32            | Konec kariéry          |                  |               |
| O              | Itálie         | Michelangelo Albertazzi | 23             | Hellas Verona FC       | přestup            | 550 000 Euro   | B             | Itálie        | Ferdinando Coppola | 36            | Bologna FC 1909        | přestup          | zadarmo       |
| O              | Brazílie       | Alex                    | 32             | PSG                    | přestup            | zadarmo        | O             | Guinea        | Kévin Constant     | 27            | Trabzonspor            | přestup          | 2,5 mil. Euro |
| O              | Kolumbie       | Pablo Armero            | 27             | Udinese Calcio         | hostování          | 500 000 Euro   | O             | Argentina     | Matías Silvestre   | 29            | FC Inter Milán         | konec hostování  |               |
| O              | Brazílie       | Rodrigo Ely             | 20             | AS Varese              | návrat z hostování |                | O             | Brazílie      | Rodrigo Ely        | 20            | US Avellino 1912       | přestup          | ?             |
| O              | Francie        | Adil Rami               | 28             | Valencia CF            | využitá opce       | 4,25 mil. Euro | O             | Kolumbie      | Jherson Vergara    | 20            | US Avellino 1912       | hostování        | ?             |
| O              | Španělsko      | Dídac Vilà              | 25             | Betis Sevilla          | návrat z hostování |                | O             | Španělsko     | Dídac Vilà         | 25            | SD Eibar               | hostování        | ?             |
| O              | Kolumbie       | Jherson Vergara         | 20             | Parma FC               | návrat z hostování |                | Z             | Slovinsko     | Valter Birsa       | 27            | AC ChievoVerona        | hostování s opcí | ?             |
| Z              | Itálie         | Giacomo Bonaventura     | 25             | Atalanta BC            | přestup            | 7 mil. Euro    | Z             | Itálie        | Bryan Cristante    | 19            | Benfica Lisabon        | přestup          | 5,2 mil. Euro |
| Z              | Nizozemsko     | Marco van Ginkel        | 21             | Chelsea FC             | hostování          | 1 mil. Euro    | Z             | Nizozemsko    | Urby Emanuelson    | 28            | AS Řím                 | přestup          | zadarmo       |
| Z              | Itálie         | Antonio Nocerino        | 29             | West Ham United FC     | návrat z hostování |                | Z             | Itálie        | Antonio Nocerino   | 29            | Turín FC               | hostování        | ?             |
| Z              | Mali           | Bakaye Traoré           | 29             | Kayseri Erciyesspor    | návrat z hostování |                | Z             | Mali          | Bakaye Traoré      | 29            | Bursaspor              | přestup          | zadarmo       |
| Ú              | Francie        | Jérémy Ménez            | 27             | Paris Saint-Germain FC | přestup            | zadarmo        | Z             | Maroko        | Adel Taarabt       | 25            | Queens Park Rangers FC | konec hostování  |               |
| Ú              | Senegal        | M'Baye Niang            | 19             | Montpellier HSC        | návrat z hostování |                | Ú             | Itálie        | Mario Balotelli    | 24            | Liverpool FC           | přestup          | 20 mil. Euro  |
| Ú              | Španělsko      | Fernando Torres         | 30             | Chelsea FC             | hostování          | zadarmo        | Ú             | Brazílie      | Kaká               | 32            | Orlando City SC        | přestup          | zadarmo       |
| Ú              | Itálie         | Alessandro Matri        | 29             | ACF Fiorentina         | návrat z hostování |                | Ú             | Brazílie      | Robinho            | 30            | FC Santos              | hostování        | ?             |
|                |                |                         |                |                        |                    |                | Ú             | Itálie        | Andrea Petagna     | 19            | US Latina Calcio       | hostování        |               |
|                |                |                         |                |                        |                    |                | Ú             | Itálie        | Alessandro Matri   | 29            | Janov CFC              | hostování        | ?             |
|                |                |                         |                |                        |                    |                | Ú             | Itálie        | Alberto Paloschi   | 24            | AC ChievoVerona        | odkoupení půlky  | 3 mil. Euro   |

### Změny v kádru v zimním přestupovém období 2015[9]
| Přišli do týmu | Přišli do týmu | Přišli do týmu      | Přišli do týmu | Přišli do týmu    | Přišli do týmu     | Přišli do týmu | Odešli z týmu | Odešli z týmu | Odešli z týmu     | Odešli z týmu | Odešli z týmu   | Odešli z týmu    | Odešli z týmu |
| Pozice         | Nár.           | Hráč                | Věk            | Odkud přišel      | Typ                | Cena           | Pozice        | Nár.          | Hráč              | Věk           | Kam odešel      | Typ              | Cena          |
| O              | Itálie         | Luca Antonelli      | 27             | Janov CFC         | hostování s opcí   | ?              | Z             | Itálie        | Riccardo Saponara | 23            | Empoli FC       | hostování s opcí | ?             |
| O              | Itálie         | Salvatore Bocchetti | 28             | FK Spartak Moskva | hostování s opcí   | ?              | Z             | Itálie        | Antonio Nocerino  | 29            | Parma FC        | hostování        | ?             |
| O              | Itálie         | Gabriel Paletta     | 28             | Parma FC          | přestup            | 2,5 mil. Euro  | Ú             | Španělsko     | Fernando Torres   | 30            | Atlético Madrid | hostování        |               |
| Z              | Itálie         | Antonio Nocerino    | 29             | Turín FC          | návrat z hostování |                | Ú             | Itálie        | Alessandro Matri  | 29            | Juventus FC     | hostování        | ?             |
| Ú              | Španělsko      | Suso                | 21             | Liverpool FC      | přestup            | 1.3 mil. Euro  | Ú             | Senegal       | M'Baye Niang      | 20            | Janov CFC       | hostování        | ?             |
| Ú              | Španělsko      | Fernando Torres     | 30             | Chelsea FC        | přestup            | 3 mil. Euro    | Ú             | Itálie        | Andrea Petagna    | 19            | Vicenza Calcio  | hostování        |               |
| Ú              | Itálie         | Alessio Cerci       | 27             | Atlético Madrid   | hostování          |                |               |               |                   |               |                 |                  |               |
| Ú              | Itálie         | Mattia Destro       | 23             | AS Řím            | hostování          | 500 000 Euro   |               |               |                   |               |                 |                  |               |
| Ú              | Itálie         | Alessandro Matri    | 29             | Janov CFC         | návrat z hostování |                |               |               |                   |               |                 |                  |               |
| Ú              | Itálie         | Andrea Petagna      | 19             | US Latina Calcio  | návrat z hostování |                |               |               |                   |               |                 |                  |               |

## Zápasy v sezoně 2014/15

### Serie A (Italská liga)
|              | ATA | CAL | CES | CHI | EMP | FIO | JAN | INT | JUV | LAZ | NEA | PAL | PAR | ŘÍM | SAM | SAS | TUR | UDI | VER |
| ------------ | --- | --- | --- | --- | --- | --- | --- | --- | --- | --- | --- | --- | --- | --- | --- | --- | --- | --- | --- |
| Utkání doma  | 0:1 | 3:1 | 2:0 | 2:0 | 1:1 | 1:1 | 1:3 | 1:1 | 0:1 | 3:1 | 2:0 | 0:2 | 3:1 | 2:1 | 1:1 | 1:2 | 3:0 | 2:0 | 2:2 |
| Utkání venku | 3:1 | 1:1 | 1:1 | 0:0 | 2:2 | 1:2 | 0:1 | 0:0 | 1:3 | 1:3 | 0:3 | 2:1 | 5:4 | 0:0 | 2:2 | 2:3 | 1:1 | 1:2 | 3:1 |

Tabulka
| Poř. | Tým                 | Z  | V  | R  | P  | VG | OG | B  |
| ---- | ------------------- | -- | -- | -- | -- | -- | -- | -- |
| 1.   | Juventus FC         | 38 | 26 | 9  | 3  | 72 | 24 | 87 |
| 2.   | AS Řím              | 38 | 19 | 13 | 6  | 54 | 31 | 70 |
| 3.   | SS Lazio            | 38 | 21 | 6  | 11 | 71 | 38 | 69 |
| 4.   | ACF Fiorentina      | 38 | 18 | 10 | 10 | 61 | 46 | 64 |
| 5.   | SSC Neapol          | 38 | 18 | 9  | 11 | 70 | 54 | 63 |
| 6.   | Janov CFC 1         | 38 | 16 | 11 | 11 | 62 | 47 | 59 |
| 7.   | UC Sampdoria        | 38 | 13 | 17 | 8  | 48 | 42 | 56 |
| 8.   | FC Inter Milán      | 38 | 14 | 13 | 11 | 59 | 48 | 55 |
| 9.   | Turín FC            | 38 | 14 | 12 | 12 | 48 | 45 | 54 |
| 10.  | AC Milán            | 38 | 13 | 13 | 12 | 56 | 50 | 52 |
| 11.  | US Città di Palermo | 38 | 12 | 13 | 13 | 53 | 55 | 49 |
| 12.  | US Sassuolo Calcio  | 38 | 12 | 13 | 13 | 49 | 57 | 49 |

Poznámky
- Z = Odehrané zápasy; V = Vítězství; R = Remízy; P = Prohry; VG = Vstřelené góly; OG = Obdržené góly; B = Body
- 1  Janov CFC si vybojovala účast v Evropské lize. Jenže nebyla ji udělena licence UEFA.

|  | Mistr ligy a Přímý postup do Ligy mistrů 2015/16 |
|  | Přímý postup do Ligy mistrů 2015/16              |
|  | Postup do play-off Ligy mistrů 2015/16           |
|  | Přímý postup do Evropské ligy UEFA 2015/16       |
|  | Postup do play-off Evropské ligy UEFA 2015/16    |

### Coppa Italia (Italský pohár)
| osmifinále 13. ledna 2015 | AC Milán                                | 2 – 1  | US Sassuolo Calcio        | Stadio Giuseppe Meazza, Milán |  |  |
| 21:00 SELČ                | 38' Giampaolo Pazzini 86' Nigel de Jong | Report | 64' (pen.) Nicola Sansone | Diváci: 8.393                 |  |  |
|                           |                                         |        |                           |                               |  |  |

| čtvrtfinále 27. ledna 2015 | AC Milán | 0 – 1  | SS Lazio                | Stadio Giuseppe Meazza, Milán |  |  |
| 20:45 SELČ                 |          | Report | 38' (pen.) Lucas Biglia | Diváci: 9.672                 |  |  |
|                            |          |        |                         |                               |  |  |

## Hráčské statistiky
Aktuální ke konci sezony 2014/15
|        |                         |        | Serie A | Serie A     | Serie A   | Serie A   |     | Domácí poháry IP | Domácí poháry IP | Domácí poháry IP | Domácí poháry IP |    | Celkem    | Celkem      | Celkem | Celkem    |
| Pozice | Jméno                   |        | Zápasy  | Čistá konta |           | Vyloučení |     | Zápasy           | Čistá konta      |                  | Vyloučení        |    | Zápasy    | Čistá konta |        | Vyloučení |
| B      | Diego López             | 28     | 42      | 2           | 1         | 0         | 0   | 0                | 0                | 28               | 42               | 2  | 1         |             |        |           |
| B      | Christian Abbiati       | 11     | 8       | 0           | 0         | 2         | 2   | 0                | 0                | 13               | 10               | 0  | 0         |             |        |           |
| Pozice | Jméno                   | Zápasy | Gól     |             | Vyloučení | Zápasy    | Gól |                  | Vyloučení        | Zápasy           | Gól              |    | Vyloučení |             |        |           |
| O      | Ignazio Abate           | 23     | 0       | 5           | 0         | 2         | 0   | 0                | 0                | 25               | 0                | 5  | 0         |             |        |           |
| O      | Alex                    | 21     | 1       | 3           | 0         | 2         | 0   | 0                | 0                | 23               | 1                | 3  | 0         |             |        |           |
| O      | Adil Rami               | 21     | 1       | 5           | 0         | 1         | 0   | 1                | 0                | 22               | 1                | 6  | 0         |             |        |           |
| O      | Philippe Mexes          | 20     | 2       | 9           | 1         | 0         | 0   | 0                | 0                | 20               | 2                | 9  | 1         |             |        |           |
| O      | Mattia De Sciglio       | 17     | 0       | 2           | 2         | 1         | 0   | 0                | 0                | 18               | 0                | 2  | 2         |             |        |           |
| O      | Daniele Bonera          | 16     | 0       | 2           | 2         | 1         | 0   | 0                | 0                | 17               | 0                | 2  | 2         |             |        |           |
| O      | Gabriel Paletta         | 14     | 0       | 4           | 0         | 0         | 0   | 0                | 0                | 14               | 0                | 4  | 0         |             |        |           |
| O      | Cristián Zapata         | 12     | 0       | 1           | 1         | 1         | 0   | 1                | 0                | 13               | 0                | 2  | 1         |             |        |           |
| O      | Luca Antonelli          | 12     | 1       | 2           | 0         | 0         | 0   | 0                | 0                | 12               | 1                | 2  | 0         |             |        |           |
| O      | Salvatore Bocchetti     | 9      | 0       | 1           | 0         | 0         | 0   | 0                | 0                | 9                | 0                | 1  | 0         |             |        |           |
| O      | Pablo Armero            | 8      | 0       | 1           | 1         | 0         | 0   | 0                | 0                | 8                | 0                | 1  | 1         |             |        |           |
| O      | Cristian Zaccardo       | 3      | 1       | 1           | 0         | 0         | 0   | 0                | 0                | 3                | 1                | 1  | 0         |             |        |           |
| O      | Davide Calabria         | 1      | 0       | 0           | 0         | 0         | 0   | 0                | 0                | 1                | 0                | 0  | 0         |             |        |           |
| O      | Gian Filippo Felicioli  | 1      | 0       | 0           | 0         | 0         | 0   | 0                | 0                | 1                | 0                | 0  | 0         |             |        |           |
| O      | Michelangelo Albertazzi | 0      | 0       | 0           | 0         | 1         | 0   | 0                | 0                | 1                | 0                | 0  | 0         |             |        |           |
| Pozice | Jméno                   | Zápasy | Gól     |             | Vyloučení | Zápasy    | Gól |                  | Vyloučení        | Zápasy           | Gól              |    | Vyloučení |             |        |           |
| Z      | Andrea Poli             | 33     | 1       | 5           | 0         | 2         | 0   | 0                | 0                | 35               | 1                | 5  | 0         |             |        |           |
| Z      | Giacomo Bonaventura     | 33     | 7       | 3           | 1         | 1         | 0   | 0                | 0                | 34               | 7                | 3  | 1         |             |        |           |
| Z      | Nigel de Jong           | 29     | 3       | 11          | 0         | 1         | 1   | 1                | 0                | 30               | 4                | 12 | 0         |             |        |           |
| Z      | Keisuke Honda           | 29     | 6       | 3           | 0         | 1         | 0   | 0                | 0                | 30               | 6                | 3  | 0         |             |        |           |
| Z      | Marco van Ginkel        | 17     | 1       | 3           | 0         | 1         | 0   | 0                | 0                | 18               | 1                | 3  | 0         |             |        |           |
| Z      | Sulley Muntari          | 16     | 2       | 5           | 0         | 1         | 0   | 0                | 0                | 17               | 2                | 5  | 0         |             |        |           |
| Z      | Michael Essien          | 13     | 0       | 1           | 1         | 0         | 0   | 0                | 0                | 13               | 0                | 1  | 1         |             |        |           |
| Z      | Riccardo Montolivo      | 10     | 0       | 1           | 0         | 2         | 0   | 0                | 0                | 12               | 0                | 1  | 0         |             |        |           |
| Z      | Alessandro Mastalli     | 1      | 0       | 0           | 0         | 0         | 0   | 0                | 0                | 1                | 0                | 0  | 0         |             |        |           |
| Z      | Riccardo Saponara       | 1      | 0       | 0           | 0         | 0         | 0   | 0                | 0                | 1                | 0                | 0  | 0         |             |        |           |
| Pozice | Jméno                   | Zápasy | Gól     |             | Vyloučení | Zápasy    | Gól |                  | Vyloučení        | Zápasy           | Gól              |    | Vyloučení |             |        |           |
| Ú      | Jérémy Ménez            | 33     | 16      | 3           | 1         | 1         | 0   | 0                | 0                | 34               | 16               | 3  | 1         |             |        |           |
| Ú      | Giampaolo Pazzini       | 26     | 4       | 2           | 0         | 2         | 1   | 0                | 0                | 28               | 6                | 3  | 0         |             |        |           |
| Ú      | Stephan El Shaarawy     | 18     | 3       | 3           | 0         | 1         | 0   | 0                | 0                | 19               | 3                | 3  | 0         |             |        |           |
| Ú      | Alessio Cerci           | 16     | 1       | 0           | 0         | 2         | 0   | 0                | 0                | 18               | 1                | 0  | 0         |             |        |           |
| Ú      | Mattia Destro           | 15     | 3       | 2           | 0         | 0         | 0   | 0                | 0                | 15               | 3                | 2  | 0         |             |        |           |
| Ú      | Fernando Torres         | 10     | 1       | 1           | 0         | 0         | 0   | 0                | 0                | 10               | 1                | 1  | 0         |             |        |           |
| Ú      | Suso                    | 5      | 0       | 0           | 1         | 1         | 0   | 0                | 0                | 6                | 0                | 0  | 1         |             |        |           |
| Ú      | M'Baye Niang            | 5      | 0       | 1           | 0         | 0         | 0   | 0                | 0                | 5                | 0                | 1  | 0         |             |        |           |
| Ú      | Davide Di Molfetta      | 1      | 0       | 0           | 0         | 0         | 0   | 0                | 0                | 1                | 0                | 0  | 0         |             |        |           |